# Rio Banyuasin
O rio Banyuasin (em indonésio:  Sungai Banyuasin, significa: Água do Rio Salgado) é um rio no sul da Sumatra, Indonésia.